# Sandbäck (fyr)
Sandbäck är en kassunfyr som står på ett grund med samma namn i Gustavs kommun i Finland. Fyren byggdes 1963.